# Impact 2 x6
Der Impact 2 x6 ist ein  Flugfeldlöschfahrzeug der Firma Magirus aus Ulm.

## Beschreibung
Basis des Impact 2 ist ein extra für den Flugfeldeinsatz neu entwickeltes Fahrgestell von Iveco. Das Fahrzeug beschleunigt in 30 Sekunden von 0 auf 80 km/h. Es erreicht eine Höchstgeschwindigkeit von 113 km/h. Der 450–560 PS starke Motor treibt ebenfalls die  Pumpe an. Das Löschwassertankvolumen des Fahrzeugs beträgt 3.000–11.000 Liter. Unter einem Druck von 10 bar leistet die Pumpe eine Förderleistung von 6.000 l in der Minute. Zusätzlich verfügt das Fahrzeug über einen Schaumtank von 360 bis 1200 l sowie 250 bis 500 kg Löschpulver.
Die Flugfeld-Löschfahrzeuge der Baureihe gibt es als Zwei- und Dreiachser mit Allradantrieb.